# Paramphinotus
Paramphinotus is een geslacht van rechtvleugeligen uit de familie doornsprinkhanen (Tetrigidae). De wetenschappelijke naam van dit geslacht is voor het eerst geldig gepubliceerd in 2004 door Zheng.

## Soorten
Het geslacht Paramphinotus  is monotypisch en omvat slechts de volgende soort:
- Paramphinotus yunnanensis (Zheng, 1993)